# Виен
Вижте пояснителната страница за други значения на Виен.
Виѐн (на френски: Vienne) е град във Франция. Разположен е в местността Дофине. След Гренобъл той е вторият по големина град в департамент Изер. Намира се на левия бряг на река Рона на 30 km южно от Лион. През 2007 г. Виен има 29 844 жители.

## История
Виен е бил столица на келтските алоброги. През 121 пр.н.е. Квинт Фабий Максим побеждава при Виен съюзените алоброги и арверни. След това в града се заселват римски легионери. При император Калигула Виен става римска колония. С името Виена (Vienna) градът става втори главен град на Южна Галия. В него живеят понякога императорите Юлиан Апостат и Валентиниан II, който тук на 15 май 392 г. се самоубива. Името на града идва (според легендата) от Via Gehenna, „път към ада“.
Във града още има римски останки, като храмът на Август и Ливия (Temple d'Auguste et de Livie) и римският театър.
При варварските нашествия става владение на Бургундите. През Средновековието е център на графство Виен откъдето идва титлата на френския крал дофин.

## Виен и Пилат
Градът Виен е свързан с легендата за римския прокуратор Пилат Понтийски (Pontius Pilatus), който е заточен тук от император Тиберий и тук се самоубива.

## Култура и инфраструктура
Всяка година между юни и юли в римския театър се състои джаз фестивалът „Jazz à Vienne“.
Виен се намира във винарската област Vin de Pays du Comté Rhodanien. Произведенията са класирани като Vin de Pays – селско и трапезно вино.

## Известни личности
Родени във Виен
- Аниан Орлеански (358 – 453), духовник
- Гай Белиций Торкват (I век), политик
- Децим Валерий Азиатик (5 пр. Хр. – 47), политик

Починали във Виен
- Авит Виенски (460 – 518), архиепископ
- Адон Виенски (800 – 875), архиепископ
- Бозон Виенски (844 – 887), граф
- Валентиниан II (371 – 392), император
- Ерменгарда (852 – 896), кралица
- Карлман (710 – 754), майордом
- Констанс II (?-411), император